# Handroanthus pulcherrimus
Handroanthus pulcherrimus là một loài thực vật có hoa trong họ Chùm ớt. Loài này được (Sandwith) S.O.Grose mô tả khoa học đầu tiên năm 2007.